# National Literary Society
La National Literary Society (també coneguda com a Irish National Literary Society) fou fundada a Dublín en 1892 per William Butler Yeats.
El seu primer president fou Douglas Hyde. El 25 de novembre de 1892 Hyde va donar una conferència a la societat sobre The Necessity for de-anglicising the Irish People, un precursor de la fundació de la Lliga Gaèlica.
El 1895 fou publicat A Book of Irish Verse, dissenyat per donar a conèixer les noves societats, editat per Yeats i dedicat "Als Membres de la National Literary Society of Dublin i de l'Irish Literary Society of London." Contenia poemes de T. W. Rolleston, Hyde, Katherine Tynan, Lionel Johnson, AE i molts altres, amb notes i una introducció d'ell mateix.